# Ӵ
La Ӵ, minuscolo ӵ, è una lettera dell'alfabeto cirillico. Viene usata oggi nella versione del cirillico per la lingua udmurta, dove rappresenta un suono affricato /ʨ/, una sorta di variante dura del suono della lettera Ч.
È stata costruita sulla base della lettera cirillica Ч.
È la trentesima lettera dell'alfabeto udmurto.